# Ernest-Marie Laperrousaz
Pour les articles homonymes, voir Laperrousaz.
Ernest-Marie Laperrousaz, né le 2 août 1924 à Raymond et mort le 20 août 2013 à Versailles, est un historien et archéologue français.

## Biographie
Il est professeur honoraire à la section des sciences religieuses de l'École pratique des hautes études. Ancien pensionnaire de l'École biblique et archéologique française de Jérusalem, fondateur et président honoraire du Centre interdisciplinaire de l'Université scientifique de Paris-Sud (Orsay), il a participé notamment aux fouilles de Massada avec le professeur Yigaël Yadin et de Qumrân au côté du P. Roland de Vaux. De 1970 à 1995, il a effectué chaque année une mission archéologique à Jérusalem et dans la région de Qumrân. Ernest-Marie Laperrousaz est considéré comme l'un des meilleurs spécialistes des manuscrits de la mer Morte.
Il est l'auteur de nombreux articles dans différentes revues scientifiques et archéologiques, dont celle de l'Institut français du Proche-Orient.

## Publications
- Les Manuscrits de la mer Morte, Que sais-je, 1961 ; 1984 ; 10e éd. mise à jour, 2003
- Qoumrân : L'établissement essénien des bords de la mer Morte, Histoire et archéologie du site, Picard, 1976
- Les Esséniens selon leur témoignage direct, Desclée, 1982
- Attente du Messie en Palestine à la veille et au début de l'ère chrétienne, Picard, 1982
- La Protohistoire d'Israël, de l'exode à la monarchie (dir.), Cerf, 1990
- La Palestine à l'époque perse (avec André Lemaire), Cerf, 1994
- Salomon, roi d'Israël, Hachette Éducation, 2000
- Les Temples de Jérusalem, Paris-Méditerranée, 2000
- Trois Hauts Lieux de Judée : L'Hérodium, Massada et Qoumrân, Paris-Méditerranée, 2001
- Jésus : Les questions primordiales, Edimaf, 2002
- Problèmes d'histoire des religions : Mises au point, Paris-Méditerranée; 2006
- Qoumrân et ses manuscrits de la mer Morte, Non Lieu, 2006